# Ouderkerk aan de Amstel

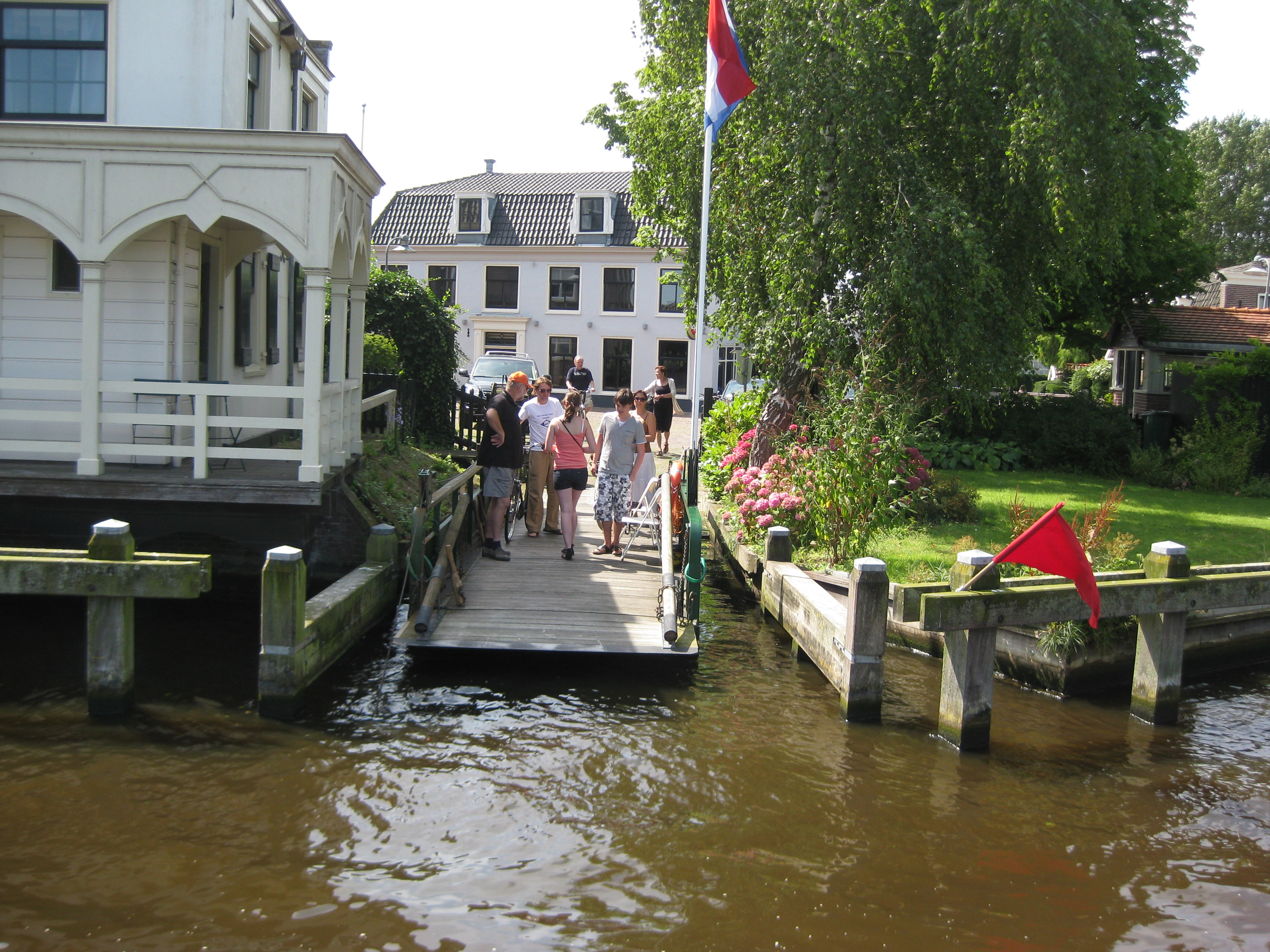
Pontile sul fiume Amstel ad Ouderkerk

Ouderkerk aan de Amstel  è un villaggio di circa 7 500 abitanti del nord-ovest dei Paesi Bassi, facente parte della provincia dell'Olanda Settentrionale e situato nella regione dell'Amstelland e alla confluenza dei fiumi Amstel (come suggerisce il nome) e Bullewijk. Gran parte del suo territorio è incluso nella municipalità di Ouder-Amstel (di cui Ouderkerk è il capoluogo) e una piccola parte nel territorio della municipalità di Amstelveen.

## Etimologia
Il toponimo Ouderkerk, che significa "chiesa più vecchia", si deve alla costruzione di una nuova chiesa, che sostituì nelle funzioni appunto una più vecchia, ad Amstelveen nel 1278.

## Geografia fisica
Ouderkerk aan de Amstel si trova nella parte meridionale della provincia dell'Olanda Settentrionale, ad est di Amstelveen e a circa 10 km a sud di Amsterdam.

## Società

### Evoluzione demografica
Nel 2011, la popolazione stimata di Ouderkerk aan de Amstel era pari a 7 555 abitanti.
La località ha conosciuto quindi un incremento demografico rispetto al 2008, quando la popolazione stimata era pari a 7 440 abitanti, e soprattutto rispetto al 2001, quando la popolazione censita era pari a 7 260 abitanti.

## Storia
Nel corso del Medioevo, la località era molto frequentata dagli abitanti di Amsterdam, i quali, sprovvisti di una chiesa fino al 1330, erano costretti a raggiungere Ouderkerk per trovare il luogo di culto più vicini.

## Monumenti e luoghi d'interesse
Ouderkerk aan de Amstel conta 51 edifici classificati come rijksmonumenten.

### Beth Haim
Tra i luoghi d'interesse di Ouderkerk aan de Amstel, vi è il Beth Haim, il cimitero sefardita, situato al nr. 10 della Kerkstraat: costruito a partire dal 1614 ed ampliato tra il 1690 e il 1691, è il più antico cimitero ebraico dei Paesi Bassi. Ospita circa 28 000 tombe.

### Mulino De Zwaan
Altro edificio d'interesse è il mulino "De Zwaan" ("Il cigno"), un mulino a vento risalente al 1638.
|  |